# 51 Samodzielna Kompania Czołgów Rozpoznawczych

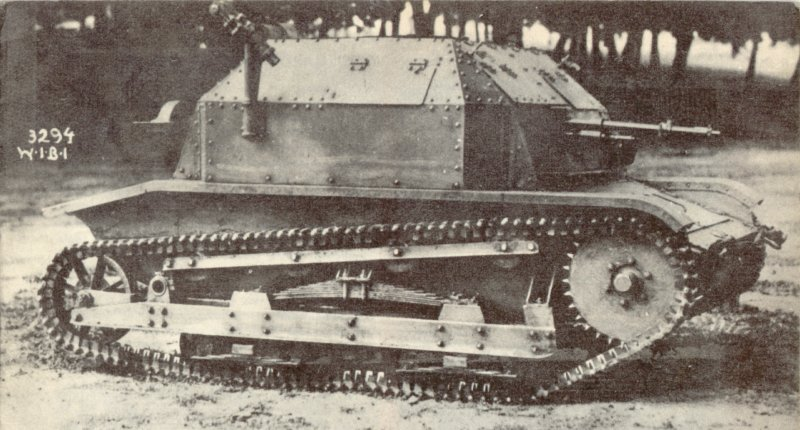
czołg TK-3 – czołg podstawowy kompanii

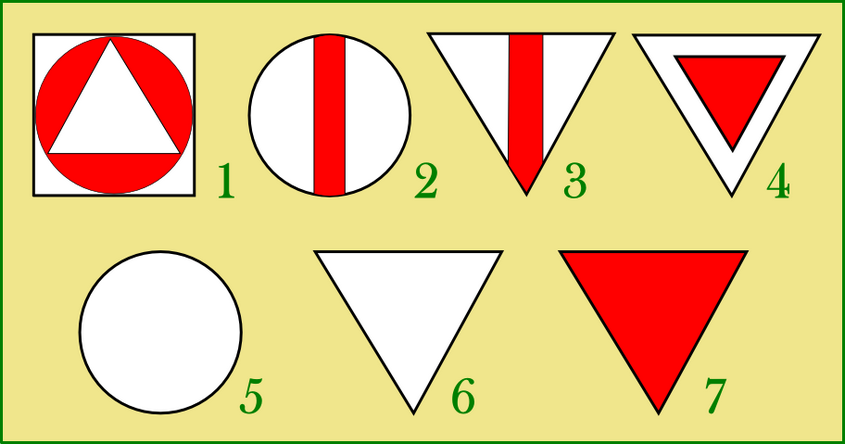
Znaki taktyczne malowane na czołgach lekkich i rozpoznawczych

51 Samodzielna Kompania Czołgów Rozpoznawczych – pancerny pododdział rozpoznawczy Wojska Polskiego II Rzeczypospolitej.

## 51 skczr w kampanii wrześniowej

### Mobilizacja
Kompania nie występowała w pokojowej organizacji wojska. Została sformowana podczas mobilizacji alarmowej 24 sierpnia 1939 roku w Krakowie w grupie jednostek oznaczonych kolorem żółtym, w czasie A+30. Jednostką mobilizującą był 5 batalion pancerny.
Na wyposażeniu posiadała 13 czołgów rozpoznawczych TK-3 uzbrojonych w 7,92 mm km Hotchkiss wz.1925. Z projektowanym przeznaczeniem dla 21 Dywizji Piechoty Górskiej.
Kompania zakończyła mobilizację 25 sierpnia 1939 i została skierowana do rejonu rozwinięcia Grupy Operacyjnej „Bielsko”, jako jej odwód w rejonie Zabrzeg koło Dziedzic.

### Działania bojowe
1 września w godzinach przedpołudniowych II pluton czołgów osłaniał pododdziały saperów GO wykonujące planowane niszczenia terenowe. W czasie realizacji zadania w rejonie Strumienia zaskoczył na postoju niemiecki pododdział rozpoznawczy ze składu 5 Dywizji Pancernej. W trakcie walki unieruchomił jeden pojazd pancerny wroga. I pluton został skierowany w okolice Wodzisławia Śląskiego dla wzmocnienia tamtejszego oddziału wydzielonego z 6 Dywizji Piechoty. Pluton nie dojechał tam ponieważ mosty na Wiśle były już wysadzone w powietrze przez saperów. Do Pawłowic wysłano patrol dwóch tankietek, celem rozpoznania przeprawy. Podczas przekraczania głębokiego rowu wypełnionego wodą, jedna z tankietek wywróciła się i jej załoga utonęła, zanim można było zorganizować pomoc. 1 września wieczorem kompania zebrała się bez II plutonu w rejonie wyjściowym w Zabrzegu.
2 września kompania przejechała do Bulowic koło Kęt, tam dołączył II pluton 51 skczr stanęła na postoju. Po południu otrzymała rozkaz rozpoznania w kierunku Tychów i nawiązania łączności z oddziałami rozbitej 6 Dywizji Piechoty. W trakcie prowadzonych działań uczestniczyło 8 czołgów, pozostałe były naprawiane. Około godziny 17.30, osiem tankietek kompanii dojechało do Oświęcimia, gdzie zabezpieczało podejścia do mostu na Sole. Gdy dowódca kompanii dostał wiadomość, że rzekę w bród koło miasta Bielany przeszło kilkanaście niemieckich czołgów, wycofał ją do Grojca, a potem do Wadowic. Jak się okazało informacja ta nie była wiarygodna. Nocą 2/3 września na rozkaz sztabu GO „Bielsko”, kompania przegrupowała się do lasu koło Skawiny odtwarzając zdolność bojową.
4 września 51 skczr przegrupowała się do Wieliczki, następnie od popołudnia ubezpieczała sztab GO „Bielsko” stacjonujący na skrzyżowaniu dróg wychodzących z Wieliczki do: Krakowa, Niepołomic i Dobczyc. W nocy 4/5 września przejechała do Bochni, gdzie ubezpieczała podejścia do miasta. 6 września odparła patrol rozpoznawczy z 2 Dywizji Pancernej. Wieczorem 6 września wraz z osłanianym sztabem Grupy Operacyjnej „Boruta” wycofała się za Dunajec do Żabna. W trakcie marszu pozostawiono dwa następne niesprawne czołgi TK-3, jeden w Bochni, drugi w Żabnie wymontowując z nich uzbrojenie. Ogółem w kompanii było 6 sprawnych czołgów.
7 września w trakcie marszu 51 skczr dołączyła w Radomyślu Wielkim do 10 Brygady Kawalerii, pozostałe 4 czołgi włączono w skład 101 kompanii czołgów rozpoznawczych jako jej III pluton pod dowództwem ppor. rez. Stefana Kossaka. 51 skczr została rozformowana, kpt. Kazimierz Poletyłło został pomocnikiem kwatermistrza brygady, poczet dowódcy przydzielono do Kwatery Głównej brygady, załogi kompanii uzupełniły stan osobowy 101 kczr. III pluton prowadził walki w składzie 10 BK od 9 do 17 września. Wyróżnił się w walce pomiędzy Krakowcem, a Jaworowem, gdzie zaskoczył niemiecki zmotoryzowany oddział wydzielony. W trakcie potyczki uszkodził niemieckie czołgi i armatę przeciwpancerną, a piechota niemiecka na samochodach poniosła duże straty. Po tej walce III/101 kczr z jednym uszkodzonym czołgiem wycofał się w kierunku Lwowa do lasu w rejonie Jaworowa. Pozostałość rozwiązanej 51 skczr w składzie 10 BK, 19 września przekroczyły granicę węgierską i zostały internowane

### Obsada personalna
Obsada w dniu 1 września 1939 roku}
- dowódca kompanii – kpt. Kazimierz Poletyłło
- dowódca I plutonu – ppor. rez. Stefan Kossak (ranny 10 IX 1939)
- dowódca II plutonu – ppor. rez. Julian Foltyn
- dowódca plutonu techniczno-gospodarczego – por. Jerzy Smoleński

### Skład kompanii

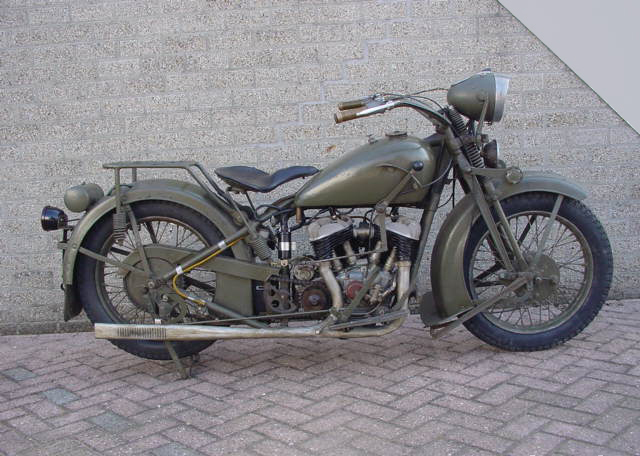
Motocykl Sokół 1000

Poczet dowódcy
- gońcy motocyklowi
- drużyna łączności
  - patrole:

radiotelegraficzny
łączności z lotnictwem
- sekcja pionierów

Razem w dowództwie
1 oficer, 7 podoficerów, 21 szeregowców;
1 czołg, 1 samochód osobowo-terenowy, 2 samochody z radiostacjami N.2, furgonetka, 4 motocykle.
2 x pluton czołgów
1 oficer, 7 podoficerów, 7 szeregowców
6 czołgów, 1 motocykl, przyczepa towarzysząca
pluton techniczno-gospodarczy
- drużyna techniczna
- drużyna gospodarcza
- załogi zapasowe
- tabor

Razem w plutonie
1 oficer, 13 podoficerów, 18 szeregowców
5 samochodów ciężarowych, samochód-warsztat, cysterna, 1 motocykl, transporter czołgów, 2 przyczepy na paliwo, kuchnia polowa